# Касандра (Пенсилванија)
Касандра (енгл. Cassandra) град је у америчкој савезној држави Пенсилванија.

## Демографија
По попису из 2010. године број становника је 147, што је 11 (8,1%) становника више него 2000. године.
| Група             | 2000.        | 2010.       |
| Белци             | 136 (100,0%) | 143 (97,3%) |
| Афроамериканци    | 0 (0,0%)     | 0 (0,0%)    |
| Азијати           | 0 (0,0%)     | 0 (0,0%)    |
| Хиспаноамериканци | 0 (0,0%)     | 0 (0,0%)    |
| Укупно            | 136          | 147         |